# Marti Jones
Marti Jones is een Amerikaanse country-, rock-, folk- en janglepopzangeres, gitariste en beeldend kunstenaar, bekend van haar albums (solo en met echtgenoot Don Dixon) en haar schilderijen. Ze zingt, neemt op en treedt op als Marti Jones en stelt beeldende kunst tentoon als Marti Jones Dixon.

## Biografie
Marti Jones groeide op in Uniontown (Ohio) nabij Akron (Ohio). Ze trad op met haar zussen in een folkmuziekgroep en studeerde af aan de Kent State University in 1979 met een graad in studiokunst. Terwijl ze op school zat, trad ze op in solo-, duo- en triocontexten. 

### Color Me Gone
Producent en songwriter Liam Sternberg gaf Jones haar eerste studio-ervaring met het zingen van demo's en vroeg haar om lid te worden van de band Color Me Gone uit Akron, die een leadzanger nodig had. De band nam in 1983 één ep op voor A&M Records. 

### A&M Recordings
Haar eerste soloalbum Unsophisticated Time (A&M Records, 1985) werd geproduceerd door Don Dixon. Marti coverde nummers van The dB's, The Bongos, Elvis Costello en Dixon.  Het album bevatte Anne Richmond Boston (zang) en Mitch Easter (gitaar)
Jones en Dixon trouwden in 1988 en Dixon produceerde en schreef liedjes voor al haar volgende albums. 
Ze nam nog de twee albums Match Game (1986) en Used Guitars (1988) op voor A&M Records, met een breed scala aan ondersteunende muzikanten (waaronder Marshall Crenshaw, Mitch Easter, The Uptown Horns, Paul Carrack, T Bone Burnett, Darlene Love en anderen). Deze albums bevatten origineel materiaal (geschreven door Dixon of Dixon en Jones samen) en covers van nummers van Janis Ian, Elvis Costello, John Hiatt, Jackie DeShannon, Richard Barone en Graham Parker. Jones' sound omvatte janglepop, ballads en soul in zuidelijke stijl. Haar stem en zangstijl deden sommige waarnemers denken aan Dusty Springfield, die een soortgelijk eclectisch veld van popmuziek ontgonnen. Anderen vergeleken haar stem met die van Linda Ronstadt, Bonnie Raitt of Annie Lennox.

### Any Kind of Lie
In 1990 verhuisde Jones naar RCA Records om Any Kind Of Lie op te nemen. Ze vertrouwde meer op origineel materiaal en paste een volwassen-eigentijds geluid aan. Ze werd na één album door RCA gedropt. 

### Sugar Hill Recordings
Nadat ze haar label had verloren, besloot Jones, intussen 35, zich te vestigen en een kind te krijgen (Shane Marie Dixon).  In 1996 bracht Sugar Hill Records in een paar maanden tijd een paar Jones-albums uit. Live at Spirit Square was een live-opname van 29 augustus 1990 in het Spirit Square Center for the Arts, waarin de Any Kind of Lie tournee werd gedocumenteerd. 
My Long-Haired Life was een terugkeer naar haar vorige methode om originele liedjes en covers te combineren. Nadat ze haar karakteristieke lange haar had geknipt toen ze moeder werd, verwijst de albumtitel naar haar leven van zingen toen haar haar lang was. De omslag van het album toont een zelfgeschilderd portret van Jones zittend in een kappersstoel, haar gouden lokken op de grond uitgestrooid. 

### Dixon Archival Remnants Recordings
My Tidy Doily Dream uit 2002 was een album met een langzamer tempo, met samenwerkingen voor songwriting met Richard Barone en Kelley Ryan van astroPuppees.  Daarna bekortte Jones haar zangcarrière een tijdje en concentreerde ze zich op schilderen. 
In 2003 nam Jones het nummer Room With a View op als eerbetoon aan Every Word van Let's Active. In 2006 toerde ze met singer-songwriter Amy Rigby als The Cynical Girls. In 2008 brachten Jones en Dixon het download-only album Lucky Stars: New Lullabies for Old Souls uit. Deze opname begon als een verzoek van een vriend, die een album aan het samenstellen was van slaapliedjes om in ziekenhuizen aan nieuwe ouders te verkopen. Het album bevatte zes vocale nummers en vijf instrumentale nummers. 
In het najaar van 2009 toerden Jones en Dixon, waarbij ze een reeks live akoestische optredens uitvoerden.  In 2010 namen Jones en Dixon Living Stereo op, een echt duetalbum. In 2014 bracht Jones You're Not the Bossa Me uit, waarin bossanova ritmes en gevoeligheden in haar eigen muzikale thema's zijn verwerkt. 
Op 25 juni 2019 plaatste The New York Times Magazine Marti Jones onder honderden artiesten wier materiaal naar verluidt was vernietigd in de Brand in Universal Studios Hollywood in 2008. 

## Discografie

### Marti Jones
- 1985: Unsophisticated Time (A&M Records)
- 1986: Match Game (A&M Records)
- 1988: Used Guitars (A&M Records)
- 1990: Any Kind Of Lie (RCA Records)
- 1996: My Long Haired Life (Sugar Hill Records)
- 1996: Live From Spirit Square (Sugar Hill Records)
- 2002: My Tidy Doily Dream (Dixon Archival Remnants Records)
- 2014: You're Not The Bossa Me (Dixon Archival Remnants Records)

### Marti Jones en Don Dixon
- 2008: Lucky Stars: New Lullabies for Old Souls (Dixon Archival Remnants Records)
- 2011: Living Stereo (Dixon Archival Remnants Records)

### Verschijnt op
- 1984: Color Me Gone – Color Me Gone (A&M Records SP-12504)
- 1987: Don Dixon – Romeo at Juilliard (Enigma Records 3243-1)
- 1987: Marshall Crenshaw – Mary Jean & 9 Others (Warner Bros. Records 9 25583-1
- 1988: The Smithereens – Green Thoughts (Capitol Records C1-48375)
- 1988: Various Artists – Back to the Beach (Columbia Records 460118 1)
- 1989: Andrew Cash – Boomtown (Island Records 842 597)
- 1989: Don Dixon – E-E-E (Enigma Records 3356-1)
- 1989: Don Dixon – Chi-Town Budget Show (Enigma Records 4D-0601)
- 1990: Mary Chapin Carpenter – Shooting Straight in the Dark (Columbia Records CK-46077)
- 1991: Various Artists – Yuletide (Black Vinyl Records BV12591-2)
- 1992: Don Dixon – If I'm A Ham, Well You're A Sausage (Restless Records 7 72584-2)
- 1992: Joe Cocker – Night Calls (Capitol Records C2-97801)
- 1992: Various Artists – Back to the Garden: A Tribute to Joni Mitchell (Intrepid Records N21-00016)
- 1994: The Moody Brothers – Guitar Boogie (Lamon Records 10235)
- 1995: The Smithereens – Attack of the Smithereens (Capitol Records 32247)
- 1997: Robert Shafer – Hillbilly Fever (New Rounder / Upstart UPSTART 028)
- 1999: Julie Adams –  I Don't Mind Walking (Gadfly Records 246)
- 1999: The Smithereens – God Save the Smithereens (Koch KOCCD 8057)
- 1999: Treva – Better Late Than Never (Avert)
- 2000: Don Dixon – The Invisible Man (Gadfly Records 262)
- 2000: Robert Crenshaw – Victory Songs (Gadfly Records 267)
- 2000: Various Artists – Forever Dusty: A Tribute To Dusty Springfield (R & D Records 31012)
- 2001: Various Artists – Shoe Fetish: A Tribute To Shoes (Parasol Records PAR-CD-065)
- 2003: Robert Crenshaw – Dog Dreams (Gadfly Records 285)
- 2003: Various Artists – Every Word: A Tribute to Let's Active (Laughing Outlaw Records 61)
- 2005: astroPuppees – Sugar Beat (Manatee Records 9302)
- 2005: Jeffrey Dean Foster – Million Star Hotel (Angel Skull Records 0818)
- 2006: Don Dixon – The Entire Combustible World in One Small Room (125 Records 12)
- 2007: Bell & Cooper – Postcards out of the Blue (Dogjaw Records 03378)
- 2007: Michael Stanley – The Soft Addictions (ItsAboutMusic.com / Line Level IAM 8567)
- 2009: Don Dixon – The Nu-Look (Dixon Archival Remnants Records 012)
- 2010: Kelley Ryan – Twist (Manatee Records 004)
- 2012: Kelley Ryan – Cocktails (Manatee Records 5638023745)
- 2013: Various Artists – The Del Shannon Tribute: Songwriter, Vol. 1 (Rockbeat Records ROC-CD-3192)